# XV Congresso nazionale del Partito Comunista Cinese
Il XV Congresso del Partito Comunista Cinese si svolse a Pechino fra il 12 settembre e il 18 settembre 1997. I 2.048 delegati e 60 delegati appositamente invitati hanno eletto un XV Comitato Centrale del PCC formato da 344 membri, nonché una Commissione Centrale per l'Ispezione Disciplinare (CCID) di 115 membri. Questa modifica dell'adesione ha reso nel PCC l'età media 55 e ha fatto salire la percentuale di membri che hanno un'istruzione universitaria al 92,4%. Jiang Zemin è stato riconfermato Segretario Generale del PCC e Presidente della Commissione Militare Centrale.